# Theatergenre
Theater kann wie andere Dichtungs- und Darbietungsformen in Genres bzw. Gattungen eingeteilt werden. Kriterien zu dieser Einteilung können sich auf das Dargebotene (Auswahl und Behandlung der Figuren und Stoffe) und auf den Rahmen der Darbietung (Aufführungsgelegenheit, soziale Zusammensetzung des Publikums und der Darsteller) beziehen. 
Als Theatergenres unterscheidet man:
- Absurdes Theater
- Analytisches Drama
- Ausstattungsstück
- Bauerntheater
- Besserungsstück
- Boulevardtheater
- Burleske
- Commedia dell’arte
- Dokumentarisches Theater
- Drama
- Einakter
- Episches Theater
- Esperpento
- Experimentelles Theater
- Extravaganza
- Farce
- Feerie
- Festspiel
- Figurentheater
- Forumtheater
- Grand-Guignol
- Groteske
- Guckkastentheater
- Ideendrama
- Illusionstheater
- Improvisationstheater
- Kabuki
- Kamishibai
- Kammerspiel
- Kasperletheater
- Kindertheater
- Klamauk
- Klamotte
- Komödie
- Krystallpalast Varieté
- Laienspiel
- Legislatives Theater
- Lehrtheater
- Lesedrama
- Lokalposse
- Lustspiel
- Lyrisches Drama
- Melodram
- Minidrama
- Mittelstück
- Monodrama
- Musical
- Musical Comedy
- Mysterienspiel
- Neidhartspiel
- Pantomime
- Papiertheater
- Pferdetheater
- Playback Theater
- Politisches Theater
- Posse
- Postdramatisches Theater
- Regietheater
- Rührstück
- Satire
- Schwank
- Schwarzes Theater
- Schwarzlichttheater
- Semi-Oper
- Singspiel
- Sottie
- Straßentheater
- Szenische Lesung
- Theater der Grausamkeit
- Theater der Unterdrückten
- Thingspiel
- Tragödie
- Unsichtbares Theater
- Varieté
- Verkehrskasper
- Volksstück
- Zauberstück
- Zieldrama
- Zwischenspiel